# Leonid Hurwicz
Leonid Hurwicz (Mosca, 21 agosto 1917 – Minneapolis, 24 giugno 2008) è stato un economista statunitense, di origine polacca, docente di economia e professore emerito presso l'Università del Minnesota.
Nel 2007 ha vinto il premio Nobel per l'economia (assegnatogli il 15 ottobre), insieme agli statunitensi Eric Maskin e Roger Myerson, per i loro contributi alla teoria sull'allocazione delle risorse in ambiente incerto.
Hurwicz ha iniziato le ricerche sulle allocazioni delle risorse nei mercati incerti. È stato un pioniere dell'utilizzo della teoria dei giochi in economia. La sua teoria, nata per analizzare i mercati incerti, è stata raffinata da Maskin e Myerson e viene utilizzata per individuare il metodo migliore per allocare nei mercati le risorse (e gli eventuali incentivi) tenendo conto delle informazioni disponibili.

## Biografia
Hurwicz è nato a Mosca nel 1917 da una famiglia ebrea residente in Polonia. Durante la prima guerra mondiale la sua famiglia fu sfollata per alcuni mesi a Mosca prima della rivoluzione d'ottobre. La sua famiglia ritornò a Varsavia subito dopo la rivoluzione russa. Nel 1938 si laureò presso l'università di Varsavia. Nel 1939 per motivi di studio frequentò la London School of Economics e in seguito si recò a Ginevra. Prima dello scoppio della seconda guerra mondiale fu costretto a trasferirsi in Portogallo e infine negli Stati Uniti d'America. I suoi parenti fuggirono da Varsavia ma furono internati in un campo di lavoro sovietico.
Internazionalmente noto per i suoi pionieristici lavori sulle teorie economiche, in particolare nelle aree riguardanti l'allocazione delle risorse e la matematica economica ricevette nel 1990 la National Medal of Science in Behavorial and Social Science "per i suoi pionieristici lavori sulla teoria della allocazioni delle risorse nei mercati decentralizzati".
Membro dell'Accademia nazionale delle scienze statunitense e dell'Accademia statunitense delle arti e delle scienze, Hurwicz è stato presidente della società di Econometria. Ha ricevuto sei lauree honoris causa ed è nel consiglio editoriale di diverse riviste. È coautore di due libri pubblicati da Cambridge University Press, Studies in Resource Allocation Processes (1978, con Kenneth Arrow) e Social Goals and Social Organization (1987, con David Schmeidler e Hugo Sonnenschein). Le sue recenti pubblicazioni includono Economic Theory (2003, con Thomas Marschak), Review of Economic Design (2001, con Stanley Reiter), e Advances in Mathematical Economics (2003, con Marcel K. Richter).
Sua moglie è Evelyn Hurwicz (nata Jensen, 31 ottobre 1921) e ha quattro figli, Sarah, Michael, Ruth e Maxim.
Nell'ottobre del 2007, novantenne, ha vinto il premio Nobel per l'economia diventando l'uomo più anziano insignito da questo premio, che gli era stato consegnato a casa sua, nel Minnesota, essendo ormai impossibilitato fisicamente a raggiungere Stoccolma per partecipare alla cerimonia ufficiale.
È morto il 24 giugno 2008 all'età di 91 anni in un ospedale di Minneapolis, dove era sottoposto a dialisi.